# أنسطاسيوس (بابا الإسكندرية)
أنسطاسيوس الأول بابا الإسكندرية وبطريرك الكنيسة القبطية رقم 36 (605م - 616م).
- المدينة الأصلية له : الأسكندرية
- الاسم قبل البطريركية : أنسطاسيوس
- تاريخ التقدمة : 24 بؤونه 321 للشهداء - 18 يونيو 605 للميلاد
- تاريخ النياحة : 22 كيهك 332 للشهداء - 18 ديسمبر 616 للميلاد
- مدة الإقامة على الكرسي : 11 سنة و6أشهر
- مدة خلو الكرسي : يومان
- محل إقامة البطريرك : دير الزجاج
- محل الدفن : دير الزجاج
- الملوك المعاصرون : فوكاس - هرقل الأول
- كان من أكابر الإسكندرية رئيساً على الديوان ثم صار بعد ذلك قساً على كنيسة الثغر الإسكندري وبعد قليل اختير للبطريركية.
- اهتم اهتماماً بالغاً بالكنائس ورسم أساقفة وكهنة على الجهات الخالية.
- استعاد من الملكيين ما كانوا قد اغتصبوه لأنه كان محبوباً منهم لعلمه وفضله وتقواه وأرجع الكثيرين منهم إلى الإيمان الإرثوذكسى.
- من كثرة علمه وفصاحته كان يكتب كتاباً روحياً كل سنة، وقد ظل على الكرسي المرقسى اثنتى عشرة سنة وستة أشهر وعشرة أيام كتب أثناءها اثنى عشر كتاباً ثم تنيَّح بسلام.

تعيد الكنيسة بنياحته في الثاني والعشرين من شهر كيهك.
صلاته تكون معنا آمين.
- السيرة كما ذكرت في كتاب السنكسار

نياحة البابا أنسطاسيوس «ال36» (22 كيهك)
في مثل هذا اليوم من سنة 611 م تنيَّح الأب القديس أنسطاسيوس السادس والثلاثون من باباوات الإسكندرية. كان هذا الأب من أكابر الإسكندرية، وكان في أول أمره رئيسا علي الديوان، ثم صار فيما بعد قسا علي كنيسة الثغر الإسكندري، وبعد قليل اختبر للبطريركية، فاهتم بالكنائس اهتماما زائدا، ورسم أساقفة وكهنة علي الجهات الخالية، وشيد عدة كنائس، واستعاد من الملكيين ما كانوا قد اغتصبوه، لأنه كان محبوبا منهم لعلمه وفضله وتقواه، وارجع كثيرين منهم إلى الإيمان الأرثوذكسي، ولما مات ملك القسطنطينية، وشي بعض الأشرار إلى خليفته إن البطريرك لما رسم حرم الملك وأمانته، فغضب الملك وأرسل إلى والي الإسكندرية إن يسلم إلى أولوجيوس بطريرك الروم كنيسة قزمان ودميان وأوقافها، فخزن الأب من ذلك كثيرا، غير إن الرب عزاه من ناحية أخرى، وذلك إن بطرس المخالف بطريرك إنطاكية كان قد مات، وأقيم عوضا عنه راهب قديس عالم يسمي أثناسيوس قويم المعتقد، الذي بمجرد أن صار بطريركا عمل علي تجديد الاتحاد بين كنيستي الإسكندرية وإنطاكية، فكتب رسالة بالإيمان المستقيم، وأرسلها إلى الأب أنسطاسيوس ففرح بها جدا وجمع بعضا من الأساقفة والكهنة وقراها عليهم، ثم رد علي الأب أثناسيوس بأنه يتمني من صميم قلبه إن يراه، فحضر الأب أثناسيوس إلى الإسكندرية ومعه الأساقفة والكهنة، فلما علم بقدومه الأب أنسطاسيوس، وكان بالأسقيط حضر إلى الإسكندرية وذهب إلى البحر مع الأساقفة والكهنة واستقبله بالتحية والإكرام، ثم عقدوا مجمعا بأحد الأديرة التي علي ساحل البحر استمر شهرا وهم يتباحثون في أصول الدين، ثم عاد البطريرك الأنطاكي إلى كرسيه بسلام، وكان الأب أنسطاسيوس مداوما علي تعليم رعيته بنفسه وبكتبه، وكان من كثرة علمه وفصاحته يكتب كل سنة كتابا، وقد ظل علي الكرسي البطريركي اثنتي عشرة سنة وستة أشهر وعشرة أيام، كتب أثناءها اثني عشر كتابا رتبها علي حروف الهجاء القبطية أي انه ابتداء في أول سنة بحرف A وفي الثانية بحرف B وهكذا إلى أن كتب الكتاب الثاني عشر ورسمه بحرف L، ثم تنيَّح بسلام.
- السيرة بحسب «سير القديسين والشهداء في الكنيسة القبطية الأرثوذكسية»
- سيامته بطريركًا:

بعد نياحة البابا دميانوس توجهت الأنظار إلى كاهن كنيسة الإنجيليين الأربعة بالإسكندرية القمص أنسطاسيوس، ابن أحد أشراف مدينة الإسكندرية الذي تعلم بمدرسة الإسكندرية واشتغل قاضيًا في القصر، وقد عرف بتقواه وورعه مع غزارة علمه. أجمع الشعب الإكليروس على سيامته بطريركًا، عام 598م (314ش).
- أعماله الرعوية:

كان الإمبراطور فوقا بالقسطنطينية يتسم بالعنف والبطش أكثر من غيره، فقد حَرَّم على البطاركة الأرثوذكس دخول الإسكندرية، تاركًا للملكيين (المعينين من قبل الإمبراطور) أن يغتصبوا أغلب كنائس المدينة العظمى، وكانت لهم سلطة مدنية وسياسية أكثر منها دينية. أما البابا أنسطاسيوس فبسبب شرف نسبه لم يجسر الولاة على منعه من دخول المدينة، فكان بحكمة وجرأة يتحرك داخل الإسكندرية وخارجها، وقد استرد ما استولى عليه الملكيون ورمّم بعضها إذ كان قد تخرب بسبب الاضطرابات التي يثيرها الملكيون. هذا وقد قام ببناء كنائس جديدة، واهتم بسيامة عدد كبير من الكهنة في مناطق متفرقة.
- اضطهاده:

كان أولوجيوس البطريرك الملكي شريرًا، رأى التفاف الشعب كله حول بطريركه، كما لاحظ احترام الوالي له، فأرسل إلى الإمبراطور فوقا - مغتصب العرش - يقول له إن الأنبا أنسطاسيوس قد جمع الشعب في كنيسة القديس يوحنا المعمدان، وأعلن حرمانه لمجمع خلقدونية ولكل مناصريه بما فيهم أولوجيوس والإمبراطور، فلما سمع فوقا ذلك كتب لوالي الإسكندرية يسأله اغتصاب بعض الكنائس وأوانيها من أنسطاسيوس وتسليمها لأولوجيوس، فاستولى الوالي على كنيسة القديسين قزمان ودميان وأمهما واخوتهما بالقوة، إذ خرج على رأس كتيبة من الجند ومعه أولوجيوس، الأمر الذي أثار الشعب وقد استشهد عدد ليس بقليل من المؤمنين، ولم يسمحوا للجند أن يصلوا إلى باباهم. وإذ صار الموقف يتأزم يومًا بعد يوم انسحب البابا إلى برية شيهيت حزين القلب، يقضي أيامه ولياليه في الأصوام والصلوات بدموع لتتدخل العناية الإلهية. وقد تدخلت عناية الله إذ قام موريس على أخيه فوقا وقتله وجلس على العرش.
في أيامه افتتح كسرى ملك الفرس بلاد الشام ووصل إلى حدود مصر يهددها ويتوعدها، وكان كثيرون من مسيحي سوريا قد هربوا إلى مصر ملتجئين إليها من ظلم الفرس، فكان البابا أنسطاسيوس يبذل كل الجهد ليخفف آلام هؤلاء اللاجئين ويسندهم. وهنا لا ننكر موقف البطريرك الملكي يوحنا الملقب بالرحيم، الذي كان قد جاء بعد ثيؤدورس خلف أوليجوس، إذ كان يحمل لطفًا ورقة فقد بذل كل جهده للعطاء لهؤلاء اللاجئين، كما قدم عونًا للبابا أنسطاسيوس لهذا الهدف عينه، إذ كانت الكنيسة الملكية أكثر غنى من الكنيسة القبطية لأنها مستندة إلى السلطة الزمنية ومستولية على كل الممتلكات والإيرادات. استقبل البابا أنسطاسيوس البطريرك الإنطاكي بحب شديد وإكرام بالإسكندرية واستضافه شهرًا، وكان قد كتب البابا للبطريرك عند سيامة الأخير رسالة غاية في اللطف والحكمة لتعود الشركة بين الكرسيين، بعد أن كان البطريرك بطرس السابق لأثناسيوس قد أثار شقاقًا. كتب البابا اثني عشر كتابًا عن الإيمان المستقيم في مدة جلوسه على الكرسي البالغة اثنتي عشرة سنة. تنيح في 22 من شهر كيهك.
- معلومات إضافية

كان من أبوين وجيهين، وقد أُقيم بعد دميان، وكان رجلا حكيما مزينا بالفضائل، وكان قسا في كنيسة الإنجيلين وكنيستى قزمان ودميان بالإسكندرية، مشهورا بالتضلع في كتب البيعة وفهم الأمانة (الإيمان). فاجتمعتا كلمة الشعب على انتخابه في أبيب سنة 320 ش أي سنة 605 م في عهد فوقا قيصر المغتصب. وكان هذا البابا قوى القلب يمضى إلى المدينة (الإسكندرية) على الرغم من أن البطاركة كانوا ممنوعين من الدخول إليها، ويرسم فيها الكهنة.
واخذ يعمل مع قومه حتى استرد ما استولى علية الملكيون من كنائس المتأصلين، ورمم منهما ما انشئت في أيام الاضطرابات. فاخذ البيعة التي هي بربوة إثارات وبيعة على اسم رئيس الملائكة ميخائيل.
وكان له تعب عظيم من جماعة تيباريوس وابلساريوس الذين صار عليهم اسم قيانوس وأصحاب المجمع الخلقيدونى. وعُيِّن وقتئذ رجل شرير يدعى أولوجيوس بطريركا للملكين، وكان حاقدا على البابا أنسطاسيوس جدا، وحاول أن يوقع به، ولكن الله لم يسلمه في يديه. وكانت وظيفة البطاركة الملكين سياسية أكثر منها دينية، ولم يكن لهم عمل سوى تنفيذ إرادة الإمبراطور. وقام حينئذ رجل يدعا فوقا، وقتل القيصر وجلس موضعه. وكان ظالِما عاتيا، فكتب له أولوجيوس في البابا أنسطاسيوس بأقوال كاذبة؛ منها قوله أن البطريرك لما كرز في بيعة يوحنا المعمدان حرمة هو وجميع الملوك المنتصرين للمجمع الخلقيدونى. فلما سمع فوقا ذلك كتب لوالى الإسكندرية أن يغتصب من البطريرك بيعة قزمان ودميان وجميع أوانيها ويدفعها لأولوجيوس، فأخذت البيعة بالقوة ورجع البابا أنسطاسيوس إلى الدير وقلبه ملآن بالحزن.
في أيام البابا أنسطاسيوس افتتح كسرى ملك الفرس بلاد الشام، ووصل حدود مصر يتهددها. وكان كثيرون من مسيحي سوريا قد فرّوا إلى مصر ملتجئين إليها من ظلم الفرس، فعمل البابا أنسطاسيوس كل ما في وسعه لتخفيف ويلاتهما. وكان البطريرك الرومانى الذي خلف تاودروس الذي جاء بعد أولوجيوس يدعى يوحنا الملقب بـ (الرحيم) وذلك لرقة أخلاقه المسيحية، فتسابق مع البابا الإسكندري في مواساة هؤلاء المنكوبين، وقدَّم مساعدة كبيرة للبابا أنسطاسيوس إذ كان أوسع منه ثروة، وكان البابا أنسطاسيوس في وقته يشتهى أن يجمع الله بين الكرسيين الإسكندرى والانطاكى الذي فرّقه بطرس، فسمع الله لطلبته ومات بطرس المذكور وجلس عوضه على الكرسي الانطاكى رجل صالح عالم يدعى أثناسيوس، فأصلح ما أفسده بطرس الضال، فجمع أنسطاسيوس الأساقفة واخبرهما بالأمر فَسُرُّوا جميعا لعودة الاتحاد بين الكرسيين. وكان البابا أنسطاسيوس مهتما بأمور البيعة بحرص عظيم، ومشتغلا بالعلوم الروحانية.
وأقام على الكرسي المرقسى اثنتى عشرة سنة حافظا للأمانة المستقيمة، كتب فيها اثنتى عشرة كتابا رتبها على الحروف الهجائية القبطية أي انه أبتدأ فيها أول سنه بحرف ألفا وفي الثاني بحرف بيتا وهكذا.. ثم أراد السيد المسيح أن ينقله إلى كوره الأحياء في الثالث والعشرين من كيهك سنة 332 ش وسنة 616 م.